# Евін Демірхан
Евін Демірхан (тур. Evin Demirhan; нар. 7 лютого 1995, Сіїрт) — турецька борчиня вільного стилю, бронзова призерка чемпіонату світу, дворазова бронзова призерка чемпіонатів Європи, бронзова призерка Європейських ігор, бронзова призерка чемпіонату світу серед студентів.

## Життєпис
Народилася 7 лютого 1995 року в Сіїрті, в родині, де було 10 дітей.
Боротьбою почала займатися з 2009 року. Родина спочатку не сприйняла цього, вважаючи боротьбу чоловічим видом спорту і відмовляючи дівчину від занять. Але коли прийшли перші значні успіхи, близькі змирилися і почали підтримувати.
Виступає за юніорський спортивний клуб, Сіїрт. Тренер — Адем Кісічі.

## Спортивні результати на міжнародних змаганнях

### Виступи на Олімпіадах
| Змагання                    | Збірна    | Вагова категорія          | Місце |
| --------------------------- | --------- | ------------------------- | ----- |
| Літні Олімпійські ігри 2020 | Туреччина | жіноча боротьба, до 50 кг | 16    |

### Виступи на Чемпіонатах світу
| Змагання                        | Збірна    | Вагова категорія          | Місце  |
| ------------------------------- | --------- | ------------------------- | ------ |
| Чемпіонат світу з боротьби 2013 | Туреччина | жіноча боротьба, до 48 кг | 26     |
| Чемпіонат світу з боротьби 2014 | Туреччина | жіноча боротьба, до 48 кг | 16     |
| Чемпіонат світу з боротьби 2015 | Туреччина | жіноча боротьба, до 48 кг | 26     |
| Чемпіонат світу з боротьби 2017 | Туреччина | жіноча боротьба, до 48 кг | Бронза |
| Чемпіонат світу з боротьби 2018 | Туреччина | жіноча боротьба, до 50 кг | 21     |
| Чемпіонат світу з боротьби 2019 | Туреччина | жіноча боротьба, до 50 кг | 7      |
| Чемпіонат світу з боротьби 2021 | Туреччина | жіноча боротьба, до 50 кг | 18     |

### Виступи на Чемпіонатах Європи
| Змагання                         | Збірна    | Вагова категорія          | Місце  |
| -------------------------------- | --------- | ------------------------- | ------ |
| Чемпіонат Європи з боротьби 2016 | Туреччина | жіноча боротьба, до 48 кг | 12     |
| Чемпіонат Європи з боротьби 2017 | Туреччина | жіноча боротьба, до 48 кг | 8      |
| Чемпіонат Європи з боротьби 2018 | Туреччина | жіноча боротьба, до 50 кг | Бронза |
| Чемпіонат Європи з боротьби 2019 | Туреччина | жіноча боротьба, до 50 кг | Бронза |
| Чемпіонат Європи з боротьби 2020 | Туреччина | жіноча боротьба, до 50 кг | 5      |
| Чемпіонат Європи з боротьби 2021 | Туреччина | жіноча боротьба, до 50 кг | 8      |
| Чемпіонат Європи з боротьби 2022 | Туреччина | жіноча боротьба, до 50 кг | Золото |
| Чемпіонат Європи з боротьби 2023 | Туреччина | жіноча боротьба, до 50 кг | Бронза |

### Виступи на Європейських іграх
| Змагання              | Збірна    | Вагова категорія          | Місце  |
| --------------------- | --------- | ------------------------- | ------ |
| Європейські ігри 2015 | Туреччина | жіноча боротьба, до 48 кг | 7      |
| Європейські ігри 2019 | Туреччина | жіноча боротьба, до 50 кг | Бронза |

### Виступи на Чемпіонатах світу серед студентів
| Змагання                                        | Збірна    | Вагова категорія          | Місце  |
| ----------------------------------------------- | --------- | ------------------------- | ------ |
| Чемпіонат світу з боротьби серед студентів 2016 | Туреччина | жіноча боротьба, до 48 кг | Бронза |

### Виступи на інших змаганнях
| Змагання                                                         | Збірна    | Вагова категорія                 | Місце  |
| ---------------------------------------------------------------- | --------- | -------------------------------- | ------ |
| Турнір Дана Колова — Николи Петрова 2014                         | Туреччина | жіноча боротьба, до 48 кг        | 10     |
| Турнір Дана Колова — Николи Петрова 2015                         | Туреччина | жіноча боротьба, до 48 кг        | Бронза |
| Кубок Алроси 2015                                                | Туреччина | жіноча боротьба, до 48 кг        | 4      |
| Турнір Яшара Догу 2016                                           | Туреччина | жіноча боротьба, до 48 кг        | Золото |
| Klippan Lady Open 2016                                           | Туреччина | жіноча боротьба, до 48 кг        | 5      |
| Олімпійський кваліфікаційний турнір з боротьби 2016 (Зренянин)   | Туреччина | жіноча боротьба, до 48 кг        | Бронза |
| Олімпійський кваліфікаційний турнір з боротьби 2016 (Улан-Батор) | Туреччина | жіноча боротьба, до 48 кг        | 12     |
| Олімпійський кваліфікаційний турнір з боротьби 2016 (Стамбул)    | Туреччина | жіноча боротьба, до 48 кг        | Бронза |
| Гран-прі Іспанії з боротьби 2016                                 | Туреччина | жіноча боротьба, до 48 кг        | 5      |
| Кубок Алроси 2016                                                | Туреччина | жіноча боротьба, до Teamevent кг | Бронза |
| Турнір Яшара Догу 2017                                           | Туреччина | жіноча боротьба, до 48 кг        | Бронза |
| Ігри ісламської солідарності 2017                                | Туреччина | жіноча боротьба, до 48 кг        | Срібло |
| Меморіал Іона Корнеану і Ладислава Сімона 2017                   | Туреччина | жіноча боротьба, до 48 кг        | Срібло |
| Klippan Lady Open 2018                                           | Туреччина | жіноча боротьба, до 50 кг        | 11     |
| Середземноморські ігри 2018                                      | Туреччина | жіноча боротьба, до 50 кг        | Золото |
| Турнір Дана Колова — Николи Петрова 2019                         | Туреччина | жіноча боротьба, до 50 кг        | Бронза |
| Турнір Яшара Догу 2019                                           | Туреччина | жіноча боротьба, до 50 кг        | Бронза |
| Турнір Яшара Догу 2020                                           | Туреччина | жіноча боротьба, до 50 кг        | Срібло |
| Відкритий чемпіонат Польщі з боротьби 2020                       | Туреччина | жіноча боротьба, до 50 кг        | Бронза |
| Кубок світу з боротьби 2020                                      | Туреччина | жіноча боротьба, до 50 кг        | 5      |
| Henri Deglane Challenge 2021                                     | Туреччина | жіноча боротьба, до 50 кг        | Срібло |
| Європейський олімпійський кваліфікаційний турнір з боротьби 2021 | Туреччина | жіноча боротьба, до 50 кг        | Срібло |
| Турнір Яшара Догу 2022                                           | Туреччина | жіноча боротьба, до 50 кг        | 8      |
| Середземноморські ігри 2022                                      | Туреччина | жіноча боротьба, до 50 кг        | Золото |
| Турнір Ібрагіма Мустафи 2023                                     | Туреччина | жіноча боротьба, до 50 кг        | 7      |

### Виступи на змаганнях молодших вікових груп
| Змагання                                       | Збірна    | Вагова категорія          | Місце  |
| ---------------------------------------------- | --------- | ------------------------- | ------ |
| Чемпіонат Європи з боротьби серед кадетів 2010 | Туреччина | жіноча боротьба, до 38 кг | Золото |
| Чемпіонат Європи з боротьби серед кадетів 2011 | Туреччина | жіноча боротьба, до 40 кг | Бронза |
| Чемпіонат світу з боротьби серед кадетів 2011  | Туреччина | жіноча боротьба, до 40 кг | Бронза |
| Чемпіонат Європи з боротьби серед кадетів 2012 | Туреччина | жіноча боротьба, до 43 кг | Бронза |
| Чемпіонат світу з боротьби серед кадетів 2012  | Туреччина | жіноча боротьба, до 43 кг | 8      |
| Чемпіонат Європи з боротьби серед молоді 2018  | Туреччина | жіноча боротьба, до 50 кг | Срібло |
| Чемпіонат Європи з боротьби серед юніорів 2012 | Туреччина | жіноча боротьба, до 44 кг | Срібло |
| Чемпіонат світу з боротьби серед юніорів 2012  | Туреччина | жіноча боротьба, до 44 кг | 5      |
| Чемпіонат Європи з боротьби серед юніорів 2013 | Туреччина | жіноча боротьба, до 44 кг | Бронза |
| Чемпіонат світу з боротьби серед юніорів 2013  | Туреччина | жіноча боротьба, до 44 кг | Бронза |
| Чемпіонат Європи з боротьби серед юніорів 2014 | Туреччина | жіноча боротьба, до 48 кг | Срібло |
| Чемпіонат світу з боротьби серед юніорів 2014  | Туреччина | жіноча боротьба, до 48 кг | 5      |
| Чемпіонат Європи з боротьби серед юніорів 2015 | Туреччина | жіноча боротьба, до 48 кг | Бронза |
| Чемпіонат світу з боротьби серед юніорів 2015  | Туреччина | жіноча боротьба, до 48 кг | 5      |
| Чемпіонат Європи з боротьби серед молоді 2015  | Туреччина | жіноча боротьба, до 48 кг | Бронза |
| Чемпіонат Європи з боротьби серед молоді 2016  | Туреччина | жіноча боротьба, до 48 кг | Золото |
| Чемпіонат Європи з боротьби серед молоді 2017  | Туреччина | жіноча боротьба, до 48 кг | Бронза |
| Чемпіонат світу з боротьби серед молоді 2017   | Туреччина | жіноча боротьба, до 48 кг | Золото |